# Nishihara (Kumamoto)
Nishihara (西原村, Nishihara-mura) est un village situé dans le district d'Aso (préfecture de Kumamoto), au Japon.